# A Place We Knew
A Place We Knew è il primo album in studio del cantautore australiano Dean Lewis, pubblicato il 22 marzo 2019.
A due anni dal suo singolo di debutto Waves, Dean Lewis ha pubblicato il suo disco di debutto A Place We Knew.
In Italia l'album è stato pubblicato da Virgin Records Italia, per Universal Music Italia.
L'album è stato annunciato nel febbraio del 2019 e Dean Lewis ha rivelato che "tutte le canzoni sono state scritte basandosi su relazioni che ha avuto e dentro case e stanze di albergo in cui ha vissuto."
Sull'album, Dean ha dichiarato "le cose vanno e vengono così velocemente, ma volevo fare qualcosa di autentico e vero". Il titolo racchiude "i momenti dolci amari delle passate relazioni."
L'album ha raggiunto la cima della classifica Australiana dalla prima settimana. Per supportarlo è stato in tour negli Stati Uniti e in Europa, da Febbraio fino ad Aprile, per poi proseguire in Australia e Nuova Zelanda a Maggio 2019. Il 18 marzo 2019 è stato ospite di Jimmy Kimmel Live! dove si è esibito con "7 minutes" e "Stay Awake".
Agli ARIA Awards 2019 l'album ha vinto nella categoria "Miglior Album dell'Anno" e Dean Lewis nella categoria "Miglior Artista Maschile dell'anno".

## Tracce
1. Hold of Me – 3:22
2. 7 Minutes – 3:31
3. A Place We Knew – 3:26
4. Stay Awake – 3:05
5. Waves – 4:00
6. Be Alright – 3:16
7. Chemicals – 3:41
8. Straight Back Down – 3:25
9. Time to Go – 3:10
10. Don't Hold Me – 2:59
11. For the Last Time – 3:15
12. Half a Man – 2:59
13. Under Your Love (Demo)** (Bonus track dell'edizione di Target)
14. A Place We Knew (Acoustic)** (Bonus track dell'edizione di Target)

## Critica
Il critico di All Music, Neil Z. Yeung, ha dato ad A Place We Knew una recensione tutto sommato positiva. Sui testi ha detto: "uno storytelling semplice, ma evocativo, risultato di un passato in cui le cose non hanno funzionato in cui è facile riconoscersi."
Cameron Adams dell'Herald Sun ha dato all'album 3.5 stelle su 5 commentando: "Vance Joy, e prima di lui Ed Sheeran e The Lumineers, hanno gettato le basi per far sì che Lewis possa presentarsi con una mascolinità assolutamente non tossica. Suggerisco di provare questo album se adorate Vance Joy e Ed Sheeran."
Gavin Scott di Who Magazine ha valutato l'album 5 stelle su 5: "Grazie alla natura profondamente personale dei testi di Lewis, ispirati dalle sue relazioni, e dal dolore e l'emozione che scaturiscono dalla sua voce, è impossibile non essere emozionati da A Place We Knew. Un album sostanziale e significativo per un mondo troppo spesso distratto dalla frivolezza."
Jeff Jenkins di Stack Magazine ha detto "Le sue ballad - emotive, emblematiche e leggermente folk - si posizionano tra Ed Sheeran e Sheppard. Una combinazione potente."
Brodie Lancaster del The Saturday Paper ha detto "Il fascino dell'album di debutto di Dean Lewis sta nel fatto che le sue riflessioni sulle relazioni finite possono adattarsi a qualsiasi situazione, alla storia di chiunque.".
Luca Momblano di Billboard Italia ha scritto: "Tra la pulizia vocale di James Blunt e l'eco dei Coldplay per quello che è il classico risultato formale che piace a mamme, cugini e nipoti."

## Singoli
"Be Alright" è stato il lead single, diffuso il 29 Giugno 2018, e distribuito nelle radio italiane da Settembre dello stesso anno. In Italia il singolo è stato certificato Disco di Platino a fine 2019.
"7 Minutes" è stata rilasciata come singolo il 18 Gennaio 2019, mentre il videoclip è stato reso disponibile il 6 Marzo 2019.
Il terzo singolo, "Stay Awake" è stato pubblicato il 19 Marzo 2019, mentre il videoclip è stato distribuito il 17 Aprile dello stesso anno ed entrato in rotazione radiofonica in Italia dal 10 maggio.
"Straight Back Down" è stato distribuito come singolo radiofonico per il mercato australiano, mentre per il resto del mondo è stato diffuso il remix realizzato da Timbaland di "Waves".

## Classifiche

### Classifiche settimanali
| Classifica (2019)                     | Picco |
| ------------------------------------- | ----- |
| Australia (ARIA)                      | 1     |
| Austria (Ö3 Austria)                  | 33    |
| Belgio - Fiandre (Ultratop Flanders)  | 30    |
| Belgio - Vallonia (Ultratop Wallonia) | 61    |
| Canada (Billboard)                    | 15    |
| Danimarca (Hitlisten)                 | 28    |
| Finlandia (Suomen virallinen lista)   | 27    |
| Francia (SNEP)                        | 60    |
| Germania (Offizielle Top 100)         | 32    |
| Irlanda (IRMA)                        | 20    |
| Lettonia (LAIPA)                      | 15    |
| Lituania (AGATA)                      | 20    |
| Norvegia (VG-lista)                   | 25    |
| Nuova Zelanda (RMNZ)                  | 7     |
| Paesi Bassi (Album Top 100)           | 21    |
| Regno Unito (OCC)                     | 37    |
| Svezia (Sverigetopplistan)            | 46    |
| Svizzera (Schweizer Hitparade)        | 11    |
| Stati Uniti Billboard 200             | 31    |

### Classifiche di fine anno
| Classifica (2019)    | Picco     |
| -------------------- | --------- |
| Australia (ARIA)     | 16        |
| Nuova Zelanda (RMNZ) | 41        |
| Classifica (2020)    | Posizione |
| Belgio (Fiandre)     | 132       |
| Norvegia             | 31        |
| Classifica (2022)    | Posizione |
| Australia            | 93        |